# Leuchtturm Rheinquelle
Der Leuchtturm Rheinquelle ist eine Touristenattraktion auf dem Oberalppass im Schweizer Kanton Graubünden.
Der zehn Meter hohe Turm wurde 2010 im Rahmen eines touristischen Marketings in der Nähe der Rheinquelle errichtet und soll als originelle Aktion für die Attraktivität der Ferienregion werben. Er ist eine Nachbildung des ehemaligen Unterfeuers Hoek van Holland (niederländisch Lage licht van Hoek van Holland), das 70 Jahre lang die Mündung des Rheins in die Nordsee bezeichnete und seit 1990 im Maritiem Museum in Rotterdam aufgestellt ist.
Für den Betrieb und Unterhalt des Turms ist die 2015 gegründete «Stiftung Leuchtturm Rheinquelle» in Sedrun verantwortlich. Sie ernennt jährlich einen Prominenten zum «Ehrenwärter», z. B. 2019 Nik Hartmann. Laut Stiftung soll es der höchstgelegene Leuchtturm der Welt sein, allerdings liegt der Faro de Puno am Titicacasee weitere 1764 Meter höher über dem Meeresspiegel.

## Fussnoten
1. ↑  Leuchtturm und Frachtschiff auf dem Oberalppass. SWI swissinfo.ch, 13. Oktober 2010, abgerufen am 24. September 2019.